# 水戸茂雄
水戸 茂雄（みと しげお）は、日本のルネサンス・バロックリュート奏者、バロック・ロマンティックギター奏者、テオルボ奏者、ビウエラ奏者。
スペイン国立オスカル・エスプラ音楽院、及びマドリッド王立音楽院に学ぶ。バロック音楽の歴史的演奏様式の基礎を音楽学者のオルガニスト、チェンバリストであるW．R．タルスマ、リュート、テオルボ、バロックギター、ビウエラ及び通奏低音奏法をホセ・ミゲル・モレノ、ホプキンソン・スミスらに師事。現在、海外及び日本各地でソロリサイタルやリュート講習会、ビウエラ講習会を行うなどリュートの第一人者として活動している。
また、東京音楽大学、桐朋学園、洗足学園などでの招待講師を務める。
著書に『リュート教則本』ルネサンス編、バロック編上下の3巻，『バッハ　リュート作品集』、CDに『バッハ，ヴァイス　リュート作品集　Vol.1、Vol.2』、『ビウエラ音楽Vol.1　おお　栄光の聖母, ビウエラ音楽Vol.2　もしもイルカ達が愛に死すなら』、『フランスバロック音楽Vol.1夢みる人,Vol.2誇り高き貴婦人』、『リュート音楽によるヨーロッパ巡りPart1ルネサンス時代、Part2 バロック時代、Part3 テオルボ』、『イギリスのリュート音楽ア・ファンシー』などがある。
CD『バッハ､ヴァイスリュート作品集Vol.2』はレコード芸術誌で特選盤､『フランスバロック音楽Vol.2誇り高き貴婦人 』はレコード芸術誌で準推薦盤に選ばれる。
日本ビウエラ協会理事、N&S古楽研究会主宰。
東京音楽大学、同大学院非常勤講師、同大学院付属民族音楽等特別社会人講座講師

## 著作
- 『ルネサンスリュート教則本』（1992年）
- 『バロックリュート教則本』上・下（1993年）
- 『バッハ　リュート作品集』（2001年）
- 『リュートのための組曲BWV1007』

## 監修
- E.G.バロン『リュート―神々の楽器―』菊池賞訳（東京コレギウム、2001/2009年）  ISBN 9784924541900
- V.ガリレイ『フロニモ―リュートの賢者―』菊池賞訳（東京コレギウム、2009年）  ISBN 9784924541917

## 録音
- 『J.S.バッハ S.L.ヴァイスリュート作品集　Vol.1』
- 『J.S.バッハ S.L.ヴァイスリュート作品集　Vol.2』「レコード芸術誌」特選盤
- 『O gloriosa domina 　おお　栄光の聖母』（スペイン・ビウエラ音楽vol.1）
- 『エンデチャ　もしもイルカたちが愛に死すなら』（スペイン・ビウエラ音楽vol.2）
- 『夢みる人』フランスバロックリュート音楽Vol.1
- 『誇り高き貴婦人』フランスバロックリュート音楽Vol.2「レコード芸術誌」準推薦選盤
- 『リュート音楽によるヨーロッパ巡り　Part I　ルネサンス時代』
- 『リュート音楽によるヨーロッパ巡り　Part II　バロック時代』
- 『リュート音楽によるヨーロッパ巡り　Part III テオルボ』
- 『イギリスのリュート音楽ア・ファンシー』